# واشینگتن کاپیتولز
واشینگتن کاپیتولز (انگلیسی: Washington Capitols) یک تیم سابق در بی‌ای‌ای بود که از سال ۱۹۴۶ تا ۱۹۵۱ در واشینگتن دی‌سی مستقر بود. این تیم از ۱۹۴۶ تا ۱۹۴۹ تحت هدایت رد آورباخ، مربی صاحب مقام تالار مشاهیر ان‌بی‌ای، فعالیت می‌کرد.